# De Knipe
De Knipe (Nederlands, verouderd: De Knijpe) is een dorp in de gemeente Heerenveen, in de Nederlandse provincie Friesland. Een oude naam was ook Nieuw Brongerga, wat nog terug te vinden is in de naam van het kerkgebouw.
De Knipe ligt ten oosten van de plaats Heerenveen. In 2023 kende het dorp 1623 inwoners.

## Plaatsnaam en geschiedenis
Hoewel de gemeente Heerenveen voor alle andere officiële kernen de Nederlandse plaatsnamen hanteert, is voor De Knipe de Friese naam de officiële. Door het dorp loopt de Schoterlandse Compagnonsvaart. Hierin lag een knijp, een versmalling in de vaart, en daaraan dankt het dorp De Knipe zijn naam. De Knipe was tot 1970 opgesplitst in Bovenknijpe en Benedenknijpe en werd toen vaak gezamenlijk kortweg De Knijpe genoemd. Toen in 1970 beide dorpen werden samengevoegd werd de nieuwe naam het Friese De Knipe.
Van 1882 tot 1947 had de Knipe een halte aan de Tramlijn Heerenveen - Drachten.
In 1840 had Bovenknijpe 571 inwoners en Benedenknijpe 643 inwoners.

### Eerste vrouwelijk dominee
Anne Zernike, in 1911 de eerste vrouwelijke dominee van Nederland, begon als doopsgezind predikante in Bovenknijpe. Haar man, Jan Mankes, met wie zij in 1915 huwde, heeft van 1909-1915 in Het Meer vlak bij Benedenknijpe gewoond.

## Voorzieningen
In De Knipe staat de openbare Compagnonsschool (basisonderwijs) welke tegenwoordig gebruikmaakt van het gebouw de Barte op de locatie van de voormalige Compagnonsschool. De Barte is tevens een multifunctioneel centrum.

## Sport
- Kinea, korfbalvereniging
- VV Read Swart, voetbalvereniging
- SV Pauwenburg, survivalrunvereniging

## Bezienswaardigheden
Ten zuidwesten van het dorp staat een Amerikaanse windmotor. Op de gemeentelijk begraafplaats staat ook een van de klokkenstoelen in Friesland.

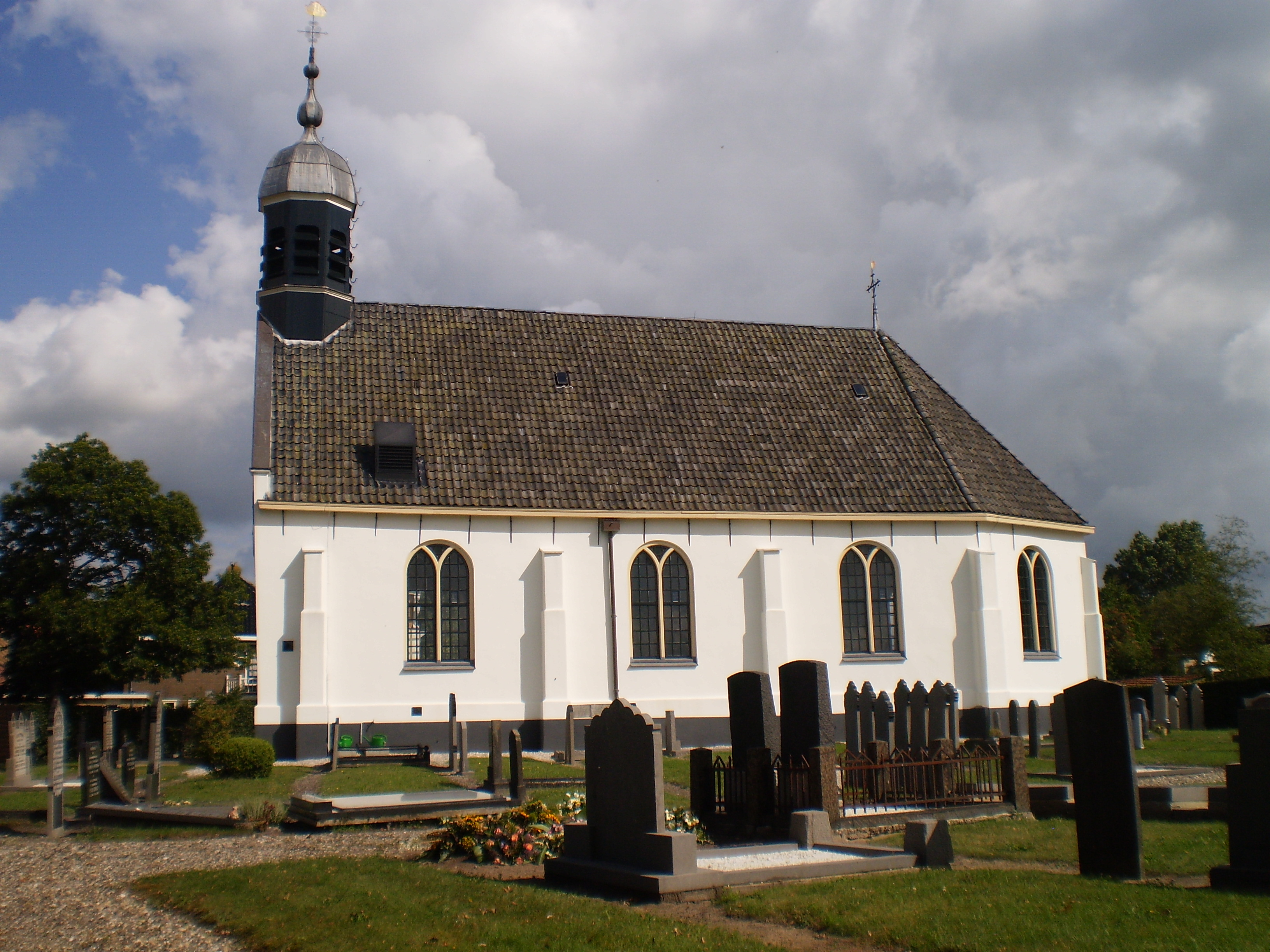
Nij Brongergea Tsjerke Hervormde kerk, Meyerweg 74
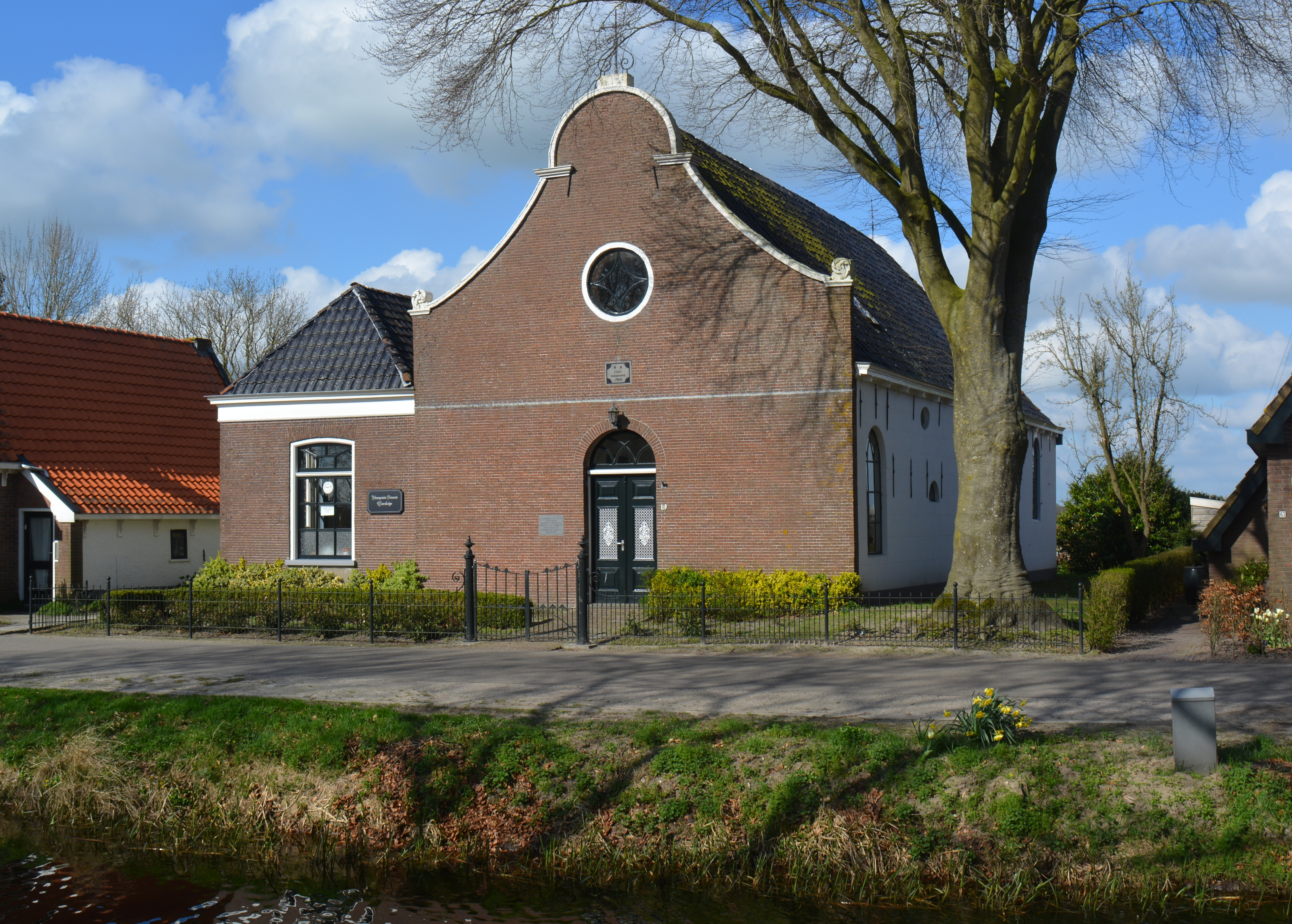
Doopsgezinde kerk Dominee Veenweg 61
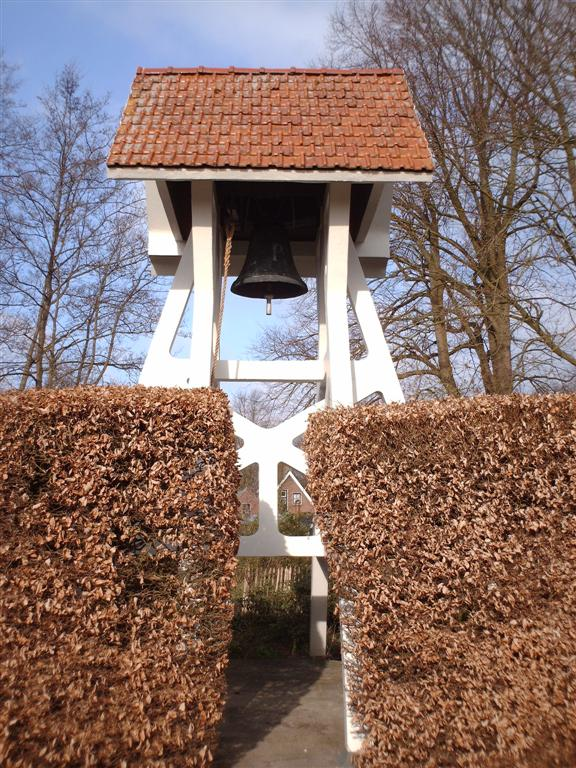
Klokkenstoel Dominee Veenweg 28B

## Bekende inwoner
In 1967 kocht Ger Harmsen een boerderijtje in De Knipe, waar hij van 1971 tot zijn overlijden in 2005 woonde.

## Geboren in De Knipe
- Abe de Vries (1907-1995), boer en schaatser (winnaar Elfstedentocht 1933)